# Larnaud
Larnaud és un municipi francès situat al departament del Jura i a la regió de Borgonya - Franc Comtat. L'any 2007 tenia 516 habitants.

## Demografia

### Població
El 2007 la població de fet de Larnaud era de 516 persones. Hi havia 214 famílies de les quals 47 eren unipersonals (16 homes vivint sols i 31 dones vivint soles), 74 parelles sense fills, 70 parelles amb fills i 23 famílies monoparentals amb fills.
La població ha evolucionat segons el següent gràfic:
Habitants censats

### Habitatges
El 2007 hi havia 235 habitatges, 215 eren l'habitatge principal de la família, 6 eren segones residències i 15 estaven desocupats. 224 eren cases i 9 eren apartaments. Dels 215 habitatges principals, 186 estaven ocupats pels seus propietaris, 26 estaven llogats i ocupats pels llogaters i 2 estaven cedits a títol gratuït; 2 tenien una cambra, 12 en tenien dues, 19 en tenien tres, 59 en tenien quatre i 123 en tenien cinc o més. 196 habitatges disposaven pel capbaix d'una plaça de pàrquing. A 70 habitatges hi havia un automòbil i a 133 n'hi havia dos o més.

### Piràmide de població
La piràmide de població per edats i sexe el 2009 era:
| Homes | Edats   | Dones |
| ----- | ------- | ----- |
| 0     | 95 o +  | 0     |
| 0     | 90 a 94 | 0     |
| 0     | 85 a 89 | 0     |
| 0     | 80 a 84 | 0     |
| 0     | 75 a 79 | 8     |
| 20    | 70 a 74 | 8     |
| 12    | 65 a 69 | 8     |
| 8     | 60 a 64 | 20    |
| 8     | 55 a 59 | 4     |
| 24    | 50 a 54 | 4     |
| 20    | 45 a 49 | 24    |
| 16    | 40 a 44 | 20    |
| 44    | 35 a 39 | 32    |
| 12    | 30 a 34 | 20    |
| 8     | 25 a 29 | 12    |
| 20    | 20 a 24 | 8     |
| 28    | 15 a 19 | 24    |
| 28    | 10 a 14 | 40    |
| 16    | 5 a 9   | 12    |
| 12    | 0 a 4   | 0     |

## Economia
El 2007 la població en edat de treballar era de 352 persones, 273 eren actives i 79 eren inactives. De les 273 persones actives 251 estaven ocupades (131 homes i 120 dones) i 23 estaven aturades (9 homes i 14 dones). De les 79 persones inactives 43 estaven jubilades, 27 estaven estudiant i 9 estaven classificades com a «altres inactius».

### Ingressos
El 2009 a Larnaud hi havia 212 unitats fiscals que integraven 547,5 persones, la mediana anual d'ingressos fiscals per persona era de 19.224 €.

### Activitats econòmiques
Dels 23 establiments que hi havia el 2007, 2 eren d'empreses extractives, 1 d'una empresa alimentària, 2 d'empreses de fabricació d'altres productes industrials, 6 d'empreses de construcció, 5 d'empreses de comerç i reparació d'automòbils, 1 d'una empresa financera, 1 d'una empresa immobiliària, 3 d'empreses de serveis i 2 d'empreses classificades com a «altres activitats de serveis».
Dels 4 establiments de servei als particulars que hi havia el 2009, 2 eren lampisteries, 1 electricista i 1 perruqueria.
L'únic establiment comercial que hi havia el 2009 era una carnisseria.
L'any 2000 a Larnaud hi havia 15 explotacions agrícoles que ocupaven un total de 342 hectàrees.

## Equipaments sanitaris i escolars
El 2009 hi havia una escola elemental.

## Poblacions més properes
El següent diagrama mostra les poblacions més properes.